# Cantó d'Argentré
El cantó d'Argentré és un cantó francès del departament del Mayenne, situat al districte de Laval. Té 9 municipis i el cap és Argentré.

## Municipis
- Argentré
- Bonchamp-lès-Laval
- Châlons-du-Maine
- La Chapelle-Anthenaise
- Forcé
- Louverné
- Louvigné
- Montflours
- Parné-sur-Roc

## Història
| Data d'elecció                           | Identitat         | Partit              | Qualitat |
| ---------------------------------------- | ----------------- | ------------------- | -------- |
| 1945-1959                                | René Brisard      | Divers droite       |          |
| 1959-1994                                | Charles des Rieux | CD, després UDF-CDS |          |
| 1994-2005                                | Henri Houdouin    | RPR, després UMP    |          |
| 2005-                                    | Michel Ferron     | Divers gauche       |          |
| les dades anteriors no són pas conegudes |                   |                     |          |
|                                          |                   |                     |          |

| A partir de 1990: Població sense dobles comptes |